# Cornulum achela
Cornulum achela är en svampdjursart som beskrevs av Jörn Hentschel 1912. Cornulum achela ingår i släktet Cornulum och familjen Acarnidae.
Artens utbredningsområde är havet kring Indonesien. Inga underarter finns listade i Catalogue of Life.